# 충도항 (완도군)
충도항은 전라남도 완도군 금일읍 충도리, 금일도 섬에 있는 어항이다. 2005년 4월 27일 지방어항으로 지정되었다. 시설관리자는 완도군수이다.

## 어항 시설
- 방파제 2개소 133m, 선착장 25m

## 어항 구역
본 항의 어항구역은 다음과 같다.
- 충도리 몰막끝 북동쪽 선착장 기점175m와 서쪽 고개넘을 연결하는 공유수면(297,500m2)

## 주요 어종
- 도미, 문어, 장어